# Yū Kobayashi (seiyū)
Yū Kobayashi (jap. 小林 ゆう Kobayashi Yū; ur. 5 lutego 1982 w Tokio) – japońska seiyū, związana z Holy Peak. 
W 2008 roku zdobyła Nagrodę Seiyū w kategorii „najlepsze objawienie wśród aktorek głosowych” za dubbing postaci Sarutobi Ayame (Gintama) i Kaere Kimury (Sayonara Zetsubō-sensei).

## Role
Ważniejsze role w anime:
- Dan Doh!! – Tadamichi Aoba
- School Rumble – Lara Gonzalez
- Itsudatte My Santa! – Sharry/Shirley
- Magister Negi Magi – Setsuna Sakurazaki
- Gintama – Sarutobi Ayame
- Higurashi no naku koro ni – Satoshi Hōjō
- Negima!? – Setsuna Sakurazaki
- Baccano! – Nice Holystone
- Bakugan: Młodzi wojownicy – Dan Kuso
- Saint October – Misaki Hijiri
- Sayonara Zetsubō-sensei – Kaere/Kaede Kimura
- Candy Boy – Shizuku Sakurai
- Kyō no Go no Ni – Ryōta Satō
- Sekirei – Uzume
- World Destruction Sekai Bokumetsu no Rokunin – Rhia Dragunel
- Maria Holic – Maria Shidō
- Nyan Koi! – Nagi Ichinose
- Saki – Yumi Kajiki
- Umineko no naku koro ni – Kanon
- B Gata H Kei – Kyoka Kanejo
- Hyakka Ryōran – Matabei Goto
- Służąca przewodnicząca – Shizuko Kaga
- Ōkami Kakushi – Hiroshi Kuzumi
- Sora no Woto – Rio Kazumiya
- Kyōkai senjō no Horizon – Futayo Honda
- Inazuma 11 – Ranmaru Kirino
- Steins;Gate – Ruka Urushibara
- Atak Tytanów – Sasha Braus
- Senran Kagura – Katsuragi
- Madan no Ō to Vanadis – Elizaveta „Liza” Fomina
- Kekkai Sensen – Chain Sumeragi
- Classroom Crisis – Angelina
- Monster Musume – Ms. Smith
- Shōwa Genroku Rakugo Shinjū – Konatsu
- Maho Girls Pretty Cure! – Spalda
- Pocałuj jego, kolego! – Kae Serinuma
- Jii-san baa-san wakagaeru – Setsu Takahashi[3]